# Сунг Џеги
Сунг Џеги (кореј. 성재기; Тегу, 11. септембар 1967 — Сеул, 26. јул 2013) био је јужнокорејски активиста за људска права и грађански активиста, либералистички филозоф. 
Године 2008. основао је Удружење Корејских мушкараца(남성연대 男性連帶).
Године 2013. извршио је самоубиство у знак простеста против мушке дискриминације у Јужној Кореји.